# Monster Tour
Monster Tour è stato un tour intrapreso dalla band americana Kiss, dopo l'uscita dell'album omonimo. 

## Antefatti
Freschi del recente successo di The Tour con i Mötley Crüe e dalla seconda Kiss Kruise, il tour iniziò ufficialmente il 7 novembre 2012 a Buenos Aires, in Argentina. I Kiss suonarono in Australia per la prima volta dal 2008 ed in Europa, inclusi alcuni festival a giugno. Suonarono durante la propria tappa canadese più lunga, fino ad oggi, da luglio a inizio agosto, seguita da alcuni concerti negli Stati Uniti, incluso uno spettacolo registrato durante l'intervallo dell'ArenaBowl XXVI a Orlando, in Florida. Suonarono infine in Giappone, per la prima volta dal 2006, nell'ottobre 2013.
Il nuovo spettacolo, utilizzato per la prima volta nella tappa europea, coinvolse un gigantesco ragno robotico che si mosse sul palco e tutti, mentre i quattro membri venivano sollevati in aria. Il ragno sparava fuochi d'artificio dalle sue zampe e aveva gli occhi che brillavano.
Nel programma del tour finale della band, Simmons ha riflettuto su questo:
(Gene Simmons, 2019)

## Artisti d'apertura
- Rosa Tattooada =1[3]
- Diva Demolition = 2[4]
- Thin Lizzy = 3[4]
- Mötley Crüe = 4[5]
- Satan Takes A Holiday = 5[6]
- Hardcore Superstar = 6[6]
- Reckless Love = 7[7]
- Kvelertak = 8[8]
- Ingenting = 9[9]
- Five Finger Death Punch = 10[10]
- Bitch & Chips = 11[11][12]
- Rival Sons = 12[13]
- Shinedown = 13[14]
- Leogun = 14[15]

## Date
| Data             | Città             | Stato           | Luogo                                 | Artisti d'apertura | Biglietti venduti / Biglietti disponibili | Incasso     |
| Sud America      | Sud America       | Sud America     | Sud America                           | Sud America        | Sud America                               | Sud America |
| ---------------- | ----------------- | --------------- | ------------------------------------- | ------------------ | ----------------------------------------- | ----------- |
| 7 novembre 2012  | Buenos Aires      | Argentina       | Monumental                            | N.D.               | 48 000 / 55 000                           | N.D.        |
| 10 novembre 2012 | Santiago del Cile | Cile            | Club de Campo Las Vizcachas           | N.D.               | ~35 000                                   | N.D.        |
| 12 novembre 2012 | Asunción          | Paraguay        | Jockey Club                           | N.D.               | 8 161 / 10 000                            | $347 259    |
| 14 novembre 2012 | Porto Alegre      | Brasile         | Gigantinho                            | 1                  | N.D.                                      | N.D.        |
| 17 novembre 2012 | San Paolo         | Brasile         | Anhembi Convention Center             | N.D.               | 20 567 / 25 000                           | $1 950 780  |
| 18 novembre 2012 | Rio de Janeiro    | Brasile         | Jeunesse Arena                        | N.D.               | 6 763 / 9 500                             | $786 091    |
| Oceania          |                   |                 |                                       |                    |                                           |             |
| 28 febbraio 2013 | Perth             | Australia       | Perth Arena                           | 4                  | 12 775 / 13 335                           | $1 652 740  |
| 3 marzo 2013     | Adelaide          | Australia       | Victoria Park Racecourse              | 4                  | 40 000 / 40 000                           | N.D.        |
| 5 marzo 2013     | Melbourne         | Australia       | Etihad Stadium                        | 4                  | 25 750 / 26 000                           | N.D.        |
| 6 marzo 2013     | Melbourne         | Australia       | Etihad Stadium                        | 4                  | 25 750 / 26 000                           | N.D.        |
| 9 marzo 2013     | Sydney            | Australia       | Allphones Arena                       | 4                  | 18 023 / 23 466                           | $2 448 920  |
| 10 marzo 2013    | Sydney            | Australia       | Allphones Arena                       | 4                  | 18 023 / 23 466                           | $2 448 920  |
| 12 marzo 2013    | Brisbane          | Australia       | Brisbane Entertainment Centre         | 4                  | 9 597 / 9 801                             | $1 502 930  |
| 16 marzo 2013    | Mackay            | Australia       | Virgin Australia Stadium              | 4                  | ~12 000                                   | N.D.        |
| Europa           |                   |                 |                                       |                    |                                           |             |
| 1 giugno 2013    | Stoccolma         | Svezia          | Friends Arena                         | N.D.               | 26 143                                    | N.D.        |
| 3 giugno 2013    | Helsinki          | Finlandia       | Hartwall Areena                       | N.D.               | ~11 500 / 12 800                          | N.D.        |
| 6 giugno 2013    | Sölvesborg        | Svezia          | Norje Havsbad                         | N.D.               | ~33 000                                   | N.D.        |
| 8 giugno 2013    | Stavanger         | Norvegia        | Viking Stadion                        | N.D.               | ~23 000 / 25 000                          | N.D.        |
| 11 giugno 2013   | Copenaghen        | Danimarca       | Forum Copenhagen                      | N.D.               | ~6 000 / 12 000                           | N.D.        |
| 12 giugno 2013   | Berlino           | Germania        | Waldbühne                             | N.D.               | 15 593 / 22 290                           | $1 396 704  |
| 14 giugno 2013   | Praga             | Repubblica Ceca | O2 Arena                              | N.D.               | ~15 000                                   | N.D.        |
| 15 giugno 2013   | Nickelsdorf       | Austria         | Pannonia Filds                        | N.D.               | ~45 000                                   | N.D.        |
| 17 giugno 2013   | Codroipo          | Italia          | Villa Manin                           | N.D.               | 4 762 / 8 000                             | $391 849    |
| 18 giugno 2013   | Milano            | Italia          | Mediolanum Forum                      | N.D.               | 9 235 / 9 640                             | $807 301    |
| 20 giugno 2013   | Zurigo            | Svizzera        | Hallenstadion                         | N.D.               | 10 379 / 13 840                           | $1 111 170  |
| 22 giugno 2013   | Clisson           | Francia         | Val de Moine                          | N.D.               | ~50 000                                   | N.D.        |
| Nord America     |                   |                 |                                       |                    |                                           |             |
| 5 luglio 2013    | Victoria          | Canada          | Save-On-Foods Memorial Centre         | N.D.               | 5 339                                     | $596 505    |
| 6 luglio 2013    | Vancouver         | Canada          | Rogers Arena                          | N.D.               | 5 172 / 12 000                            | $432 431    |
| 8 luglio 2013    | Kelowna           | Canada          | Prospera Place                        | N.D.               | 4 572 / 5 000                             | $538 718    |
| 10 luglio 2013   | Lethbridge        | Canada          | Enmax Centre                          | N.D.               | 4 798                                     | $408 184    |
| 12 luglio 2013   | Edmonton          | Canada          | Rexall Place                          | N.D.               | 13 315 / 13 958                           | $1 135 005  |
| 14 luglio 2013   | Saskatoon         | Canada          | Credit Union Centre                   | N.D.               | 5 732 / 7 500                             | $519 574    |
| 16 luglio 2013   | Regina            | Canada          | Brandt Centre                         | N.D.               | 4 500                                     | $507 538    |
| 17 luglio 2013   | Brandon           | Canada          | Keystone Centre                       | N.D.               | 3 420 / 3 762                             | $423 491    |
| 18 luglio 2013   | Winnipeg          | Canada          | MTS Centre                            | N.D.               | 7 582 / 9 500                             | $602 719    |
| 20 luglio 2013   | Cadott            | Stati Uniti     | Rock Fest                             | N.D.               | ~30 000                                   | N.D.        |
| 23 luglio 2013   | Greater Sudbury   | Canada          | Sudbury Arena                         | N.D.               | 4 327 / 5 500                             | $441 028    |
| 25 luglio 2013   | Ottawa            | Canada          | Canadian Tire Centre                  | N.D.               | 5 664 / 8 144                             | $461 174    |
| 26 luglio 2013   | Toronto           | Canada          | Molson Amphitheatre                   | N.D.               | 9 507 / 15 900                            | $526 207    |
| 27 luglio 2013   | London            | Canada          | Budweiser Gardens                     | N.D.               | 5 948 / 7 936                             | $451 808    |
| 29 luglio 2013   | Montreal          | Canada          | Bell Centre                           | N.D.               | 6 562 / 9 500                             | $591 006    |
| 31 luglio 2013   | Saint John        | Canada          | Harbour Station                       | N.D.               | 5 215 / 6 500                             | $391 448    |
| 1 agosto 2013    | Halifax           | Canada          | Halifax Metro Centre                  | N.D.               | 5 085 / 9 500                             | $452 987    |
| 3 agosto 2013    | St. John's        | Canada          | Mile One Centre                       | N.D.               | 8 979 / 11 558                            | $728 854    |
| 4 agosto 2013    | St. John's        | Canada          | Mile One Centre                       | N.D.               | 8 979 / 11 558                            | $728 854    |
| 7 agosto 2013    | Gilford           | Stati Uniti     | Meadowbrook U.S. Cellular Pavilion    | N.D.               | 2 820 / 6 387                             | $200 521    |
| 9 agosto 2013    | Verona            | Stati Uniti     | Turning Stone Events Center           | N.D.               | 2 205 / 4 500                             | $198 450    |
| 10 agosto 2013   | Uncasville        | Stati Uniti     | Mohegan Sun Arena                     | N.D.               | 3 225 / 3 977                             | $297 820    |
| 12 agosto 2013   | Portsmouth        | Stati Uniti     | nTelos Wireless Pavilion              | N.D.               | 2 464 / 2 900                             | $132 167    |
| 13 agosto 2013   | Simpsonville      | Stati Uniti     | Charter Amphitheater at Heritage Park | N.D.               | 6 308 / 10 112                            | $301 367    |
| 16 agosto 2013   | Orlando           | Stati Uniti     | Amway Center                          | N.D.               | 6 499 / 12 071                            | $603 252    |
| 18 agosto 2013   | Hollywood         | Stati Uniti     | Hard Rock Live                        | N.D.               | 1 620 / 4 500                             | $197 330    |
| Asia             |                   |                 |                                       |                    |                                           |             |
| 19 ottobre 2013  | Chiba             | Giappone        | Makuhari Messe                        | N.D.               | ~9 000                                    | N.D.        |
| 21 ottobre 2013  | Osaka             | Giappone        | Osaka-jō Hall                         | N.D.               | N.D.                                      | N.D.        |
| 23 ottobre 2013  | Tokyo             | Giappone        | Nippon Budokan                        | N.D.               | 14 201                                    | N.D.        |
| 24 ottobre 2013  | Tokyo             | Giappone        | Nippon Budokan                        | N.D.               | 14 201                                    | N.D.        |
| Nord America     |                   |                 |                                       |                    |                                           |             |
| 8 novembre 2013  | Calgary           | Canada          | Scotiabank Saddledome                 | N.D.               | 11 151 / 15 000                           | $1 053 688  |
| Totale           | Totale            | Totale          | Totale                                | Totale             | (%)                                       | $           |

### Curiosità
- Top 100 Worldwide Mid Year Tours 2013: Kiss/Mötley Crüe, #84[28]

## Scaletta

### Scaletta sudamericana
1. Detroit Rock City
2. Shout It Out Loud
3. Calling Dr. Love
4. Hell Or Hallelujah
5. Wall Of Sound
6. Hotter Than Hell
7. I Love It Loud
8. Outta This World (duetto di Tommy Thayer ed Eric Singer)
9. God Of Thunder (con assolo di basso di Gene Simmons)
10. Psycho Circus
11. War Machine
12. Love Gun
13. Black Diamond

Bis
1. Lick It Up
2. I Was Made For Lovin' You
3. Rock And Roll All Nite

### Scaletta australiana
1. Detroit Rock City
2. Shout It Out Loud
3. Deuce
4. Firehouse (con sputaggio di fuoco di Gene Simmons)
5. Hell Or Hallelujah
6. Calling Dr. Love
7. Outta This World (Tommy Thayer ed Eric Singer suonano assoli contemporaneamente assieme)
8. Psycho Circus
9. I Love It Loud (intro di basso di Gene Simmons)
10. Crazy Crazy Nights
11. War Machine
12. Love Gun (Paul Stanley vola sopra la folla)
13. Rock And Roll All Nite

Bis
1. Lick It Up
2. Black Diamond

#### Curiosità
- Crazy Crazy Nights non fu suonata a Perth.
- Shock Me fu suonata al posto di Outta This World a Sydney, durante la 2° notte.
- Christine Sixteen fu suonata soltanto durante la 1° notte a Melbourne.
- Hotter Than Hell fu suonata al posto di Firehouse a Sydney, durante la 2° notte.
- Wall Of Sound fu suonata soltanto a Perth.
- I Was Made For Lovin' You fu suonata soltanto a Perth, Adelaide e Melbourne; durante la 1° notte.
- Shandi fu suonata a Perth, Adelaide e Mackay.
- God Of Thunder fu suonata a Perth ed Adelaide.
- Deuce non fu suonata a Perth, Adelaide e Melbourne; durante la 1° notte.

### Scaletta europea e nordamericana
1. Psycho Circus
2. Shout It Out Loud
3. Let Me Go, Rock 'N Roll
4. I Love It Loud
5. Hell Or Hallelujah
6. War Machine (con sputaggio di fuoco di Gene Simmons)
7. Heaven's On Fire
8. Deuce o Calling Dr. Love
9. Say Yeah
10. Shock Me/Outta This World (Tommy Thayer ed Eric Singer suonano assoli contemporaneamente assieme)
11. God Of Thunder (intro del bassista)
12. Lick It Up
13. Love Gun (Paul Stanley vola sopra la folla)
14. Rock And Roll All Nite

Bis
1. Detroit Rock City
2. I Was Made For Lovin' You
3. Black Diamond

#### Curiosità
- Heaven's On Fire non fu suonata a Solvesborg e Clisson.
- I Was Made For Lovin' You non fu suonata a Clisson.
- Calling Dr. Love fu suonata solo a Solvesberg, Udine, Toronto e Montreal, come durante tutte le date americane.
- Deuce non fu suonata ad Udine, Toronto e Montreal, come in tutte le date americane.
- Rock And Roll All Nite e Black Diamond vennero scambiate di posto dopo lo spettacolo di Edmonton.
- Do You Love Me fu suonata solo a Calgary.

### Scaletta giapponese
1. Psycho Circus
2. Shout It Out Loud
3. Do You Love Me
4. I Love It Loud
5. Hell Or Hallelujah
6. War Machine (Gene Simmons sputa fuoco)
7. Sukiyaki (cover di Kyu Sakamoto)
8. Heaven's On Fire
9. Calling Dr. Love
10. Say Yeah
11. Shock Me/Outta This World (Tommy Thayer ed Eric Singer suonano assoli contemporaneamente assieme)
12. God Of Thunder (intro di basso del bassista; con sputaggio di sangue e volo dello stesso)
13. Lick It Up
14. Love Gun (Paul Stanley vola sopra la folla)
15. Black Diamond

Bis
1. Detroit Rock City
2. I Was Made For Lovin' You
3. Rock And Roll All Nite

#### Curiosità
- Black Diamond e Rock And Roll All Nite vennero scambiate di posto a Chiba.

## Formazione
- Paul Stanley - chitarra ritmica, voce
- Gene Simmons - basso, voce
- Tommy Thayer - chitarra solista, voce
- Eric Singer - batteria, voce